# Марк Мілліган
Марк Деніел Мілліган (англ. Mark Daniel Milligan), 4 серпня 1985, Сідней) — австралійський футболіст, захисник «Мельбурн Вікторі» та збірної Австралії.

## Клубна кар'єра
Народився 4 серпня 1985 року в місті Сідней. Вихованець Австралійського інституту спорту. Професійну кар'єру Мілліган почав в клубах нижчих австралійських ліг «Новерн Спіріт» та «Блектаун Сіті». У 2005 році він потрапив в клуб А-ліги «Сідней», за який відіграв чотири сезони і став чемпіоном Австралії у сезоні 2005/06, потім ще сезон він провів в іншому клубі австралійського вищого дивізіону «Ньюкасл Юнайтед Джетс».
У 2009 році Мілліган вирішив спробувати себе в іноземному чемпіонаті, але на відміну від більшості австралійських футболістів він переїхав не до Європи, а до Азії, провівши спочатку один сезон в китайському «Шанхай Шеньхуа», а з 2010 року виступаючи за японський «ДЖЕФ Юнайтед».

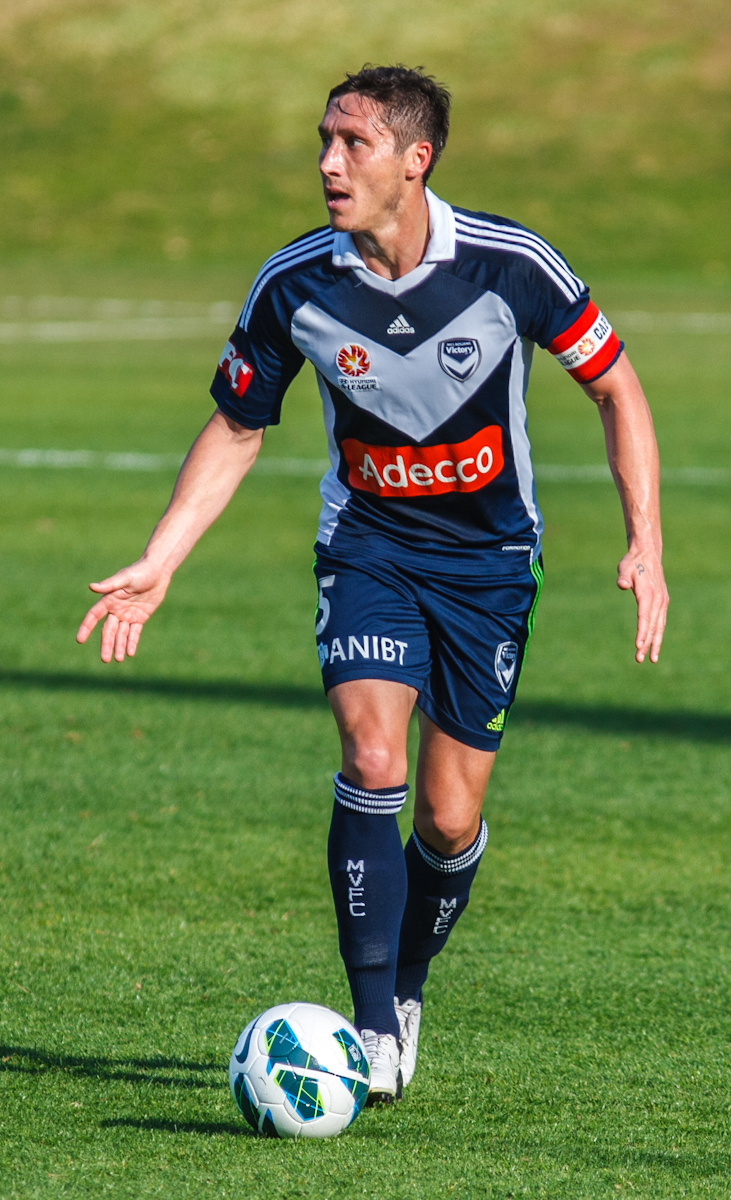
Марк Мілліган у складі «Мельбурн Вікторі». 2012 рік.

У січні 2012 року Мілліган був узятий в оренду клубом «Мельбурн Вікторі», а влітку 2012 року підписав з «Мельбурн Вікторі» трирічний контракт. У складі цієї команди у сезоні 2014/15 став чемпіоном Австралії.
Влітку 2015 року Мілліган перейшов в еміратський клуб «Баніяс» за $1 млн, підписавши контракт на два роки. У новій команді австралієць провів два сезони, а в липні 2017 року повернувся до «Мельбурн Вікторі» як привілейований гравець.
На початку 2018 року Мілліган був проданий в клуб із Саудівської Аравії «Аль-Аглі» з Джидди за $1 млн, з яким він того ж сезону став віце-чемпіоном країни. Станом на 3 серпня 2017 року відіграв за саудівську команду 8 матчів в національному чемпіонаті.

## Виступи за збірні
Протягом 2003—2008 років залучався до складу молодіжної збірної Австралії і 2005 року виграв Молодіжний чемпіонат ОФК. На молодіжному рівні зіграв у 36 офіційних матчах, забив 7 голів.
7 червня 2006 року дебютував в офіційних іграх у складі національної збірної Австралії в товариському матчі проти збірної Ліхтенштейну і того ж місяця поїхав з командою на чемпіонат світу 2006 року у Німеччині, ставши наймолодшим гравцем своєї команди і лише одним з двох гравців з місцевого чемпіонату (інший — Майкл Бошам). Після цього Мілліган незмінно потрапляв у заявку збірної на три наступі чемпіонати світу і зумів повторити рекорд Тіма Кегілла за кількістю виступів на світових першостях. Марк теж взяв участь в чотирьох «мундіалях», але на двох з них, 2006 і 2010 років, жодного разу не виходив на поле.
Наступного року взяв участь у Кубку Азії 2007 року, зігравши у двох матчах.
У 2015 році він був ключовим гравцем збірної Австралії, яка виграла домашній Кубок Азії 2015 року. Він не грав у першій грі, а вийшовши в другому матчі проти збірної Оману він забив гол, після чого зіграв у всіх наступних 5 матчах, включаючи фінал проти Південної Кореї. Після успіху на Кубку Азії Марк зіграв 7 матчів з 8 у другому турі кваліфікації до чемпіонату світу 2018 року у Росії. Він забив свій четвертий і п'ятий гол за збірну у матчі проти Таджикистану.
На Кубку конфедерацій 2017 року у Росії Мілліган був капітаном «соккеруз», втім команда не виграла жодного матчу і не вийшла в плей-оф.

## Досягнення
«Сідней»
- Чемпіон Австралії: 2005/06
- Переможець Клубного чемпіонату Океанії: 2005

«Мельбурн Вікторі»
- Чемпіон Австралії: 2014/15, 2017/18
- Переможець регулярної першості чемпіонату Австралії: 2014/15

Збірна Австралії
- Володар Кубка Азії: 2015
- Переможець Молодіжного чемпіонату ОФК: 2005